# Industrialización en Alemania

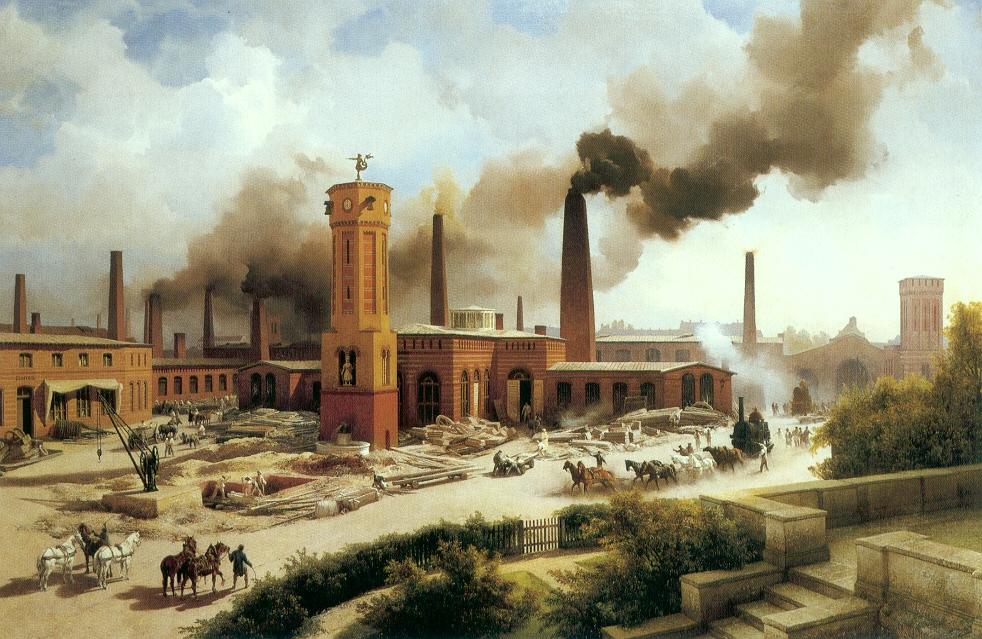
Fábrica de locomotoras de August Borsig en Berlín (hacia 1847)

La industrialización en Alemania fue la fase de avance de la industrialización en Alemania, que comenzó aproximadamente entre 1815 y 1835. Este período fue precedido por los períodos de preindustrialización e industrialización temprana. En general, las décadas comprendidas entre 1830 y 1873 se consideran la fase de despegue industrial. A la Revolución Industrial le siguió la fase de alta industrialización durante el Imperio alemán. La Revolución Industrial (de recuperación) en Alemania se diferenciaba de la del país pionero de Gran Bretaña en que las industrias clave no fueron la industria textil sino la producción de carbón, la producción de acero y la construcción de ferrocarriles.
Otra característica fue el carácter regional de la industrialización. En parte en el contexto de tradiciones más antiguas, en parte debido a ubicaciones favorables (por ejemplo, en rutas comerciales, ríos, canales, cerca de depósitos de materias primas o mercados de venta) o por otras razones, la Revolución Industrial se concentró en unas pocas zonas de concentración regional. En algunas zonas industriales más antiguas, donde la adaptación a la nueva era no fue exitosa, se produjeron procesos de declive económico. Inicialmente, el desarrollo industrial era demasiado débil para crear nuevos empleos significativos para una población en crecimiento. Por el contrario, la competencia industrial exacerbó inicialmente la crisis de la artesanía y de muchos oficios tradicionales. Esta fue una de las causas del pauperismo de Vormärz. Sólo con el avance de la Revolución Industrial surgieron nuevas oportunidades laborales a mayor escala. A medida que avanzaba, la cuestión social se alejó de las clases bajas rurales y se dirigió hacia la creciente población trabajadora con sus malas condiciones laborales y, a menudo, bajos salarios.

## Pre-, temprana y protoindustrialización

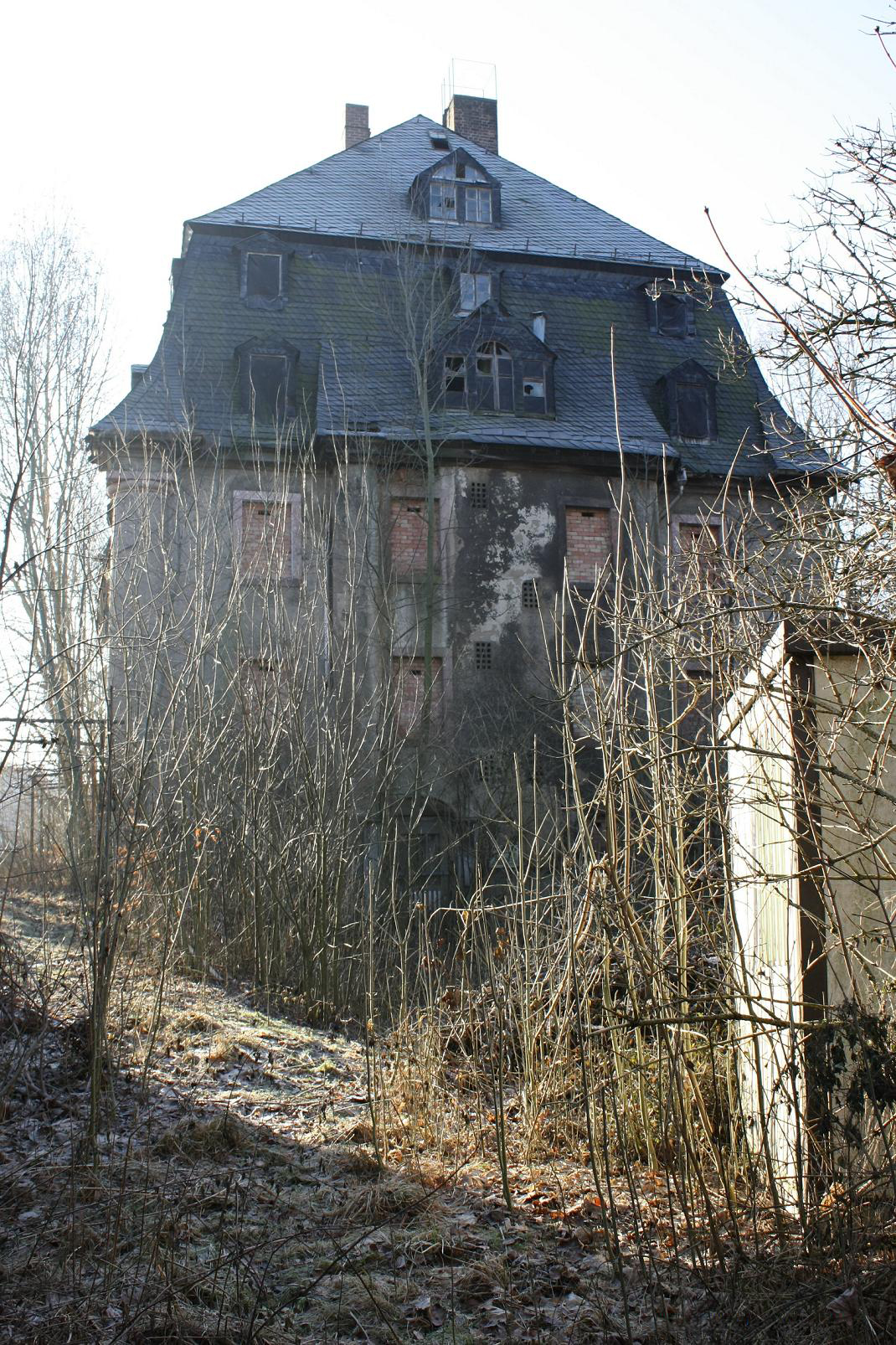
La hilandería Meinert en Lugau, cerca de Chemnitz, de 1812, una de las primeras construcciones industriales de Alemania. Demolido en agosto de 2016.

La situación inicial para una Revolución Industrial era significativamente más desfavorable en Alemania que en el país de origen de la industrialización, Gran Bretaña. Esto incluía la falta de un mercado único, la gran cantidad de derechos de aduana y monedas y la fragmentación territorial del Sacro Imperio Romano Germánico, que se había derrumbado en 1806. En términos de infraestructura, el imperio estaba significativamente menos desarrollado que Inglaterra y también faltaba comercio exterior y expansión colonial. La brecha con Gran Bretaña también fue evidente en el sector agrícola mucho más grande de Alemania. Además, a principios del siglo XIX todavía no se había producido en este sector una "revolución agrícola" comparable. Todavía existían fuertes elementos feudales y, con la excepción de Elbia oriental, numerosas pequeñas explotaciones de bajo rendimiento, muchas de las cuales todavía funcionaban con métodos antiguos y apenas estaban conectadas al mercado como explotaciones de subsistencia. También hubo otros aspectos. A pesar del mercantilismo del siglo XVIII, por ejemplo, las guildas y corporaciones del sector artesanal se aferraron a viejos instrumentos de regulación económica.
Pero también se habían producido avances preparatorios en los estados alemanes desde principios de la época moderna. Werner Conze redujo una fase preparatoria al período comprendido aproximadamente entre 1770 y 1850. Esto incluyó un mayor crecimiento demográfico que comenzó a mediados del siglo XVIII. Esto aumentó la demanda y amplió la fuerza laboral potencial.

### Protoindustria e industria artesanal
Aunque alrededor de 1800 los oficios gremiales estaban en crisis, no sólo se produjo un estancamiento en el sector comercial. En las fábricas con una plantilla de unas 100.000 personas ya existía una especie de producción en masa con cierta división del trabajo. El sistema putting-out (protoindustria) ya había surgido en algunas regiones a finales de la Edad Media y especialmente a principios de la Edad Moderna. Por ejemplo, las clases pobres de tierras en el este de Westfalia y otras áreas se especializaron en la producción artesanal de lino, que era comprado por comerciantes y comercializado en el mercado nacional. Se estima que alrededor de 1800 trabajaban en este sector hasta un millón de personas.
Estos y otros acontecimientos, incluidos los del comercio del hierro y los metales y otras áreas, ya habían dado lugar a varios centros regionales de concentración comercial. En las provincias prusianas occidentales de Renania y Westfalia, por ejemplo, se encontraban Bergisches Land, el condado de Mark y la región de Siegerland con estribaciones hacia Sauerland. Contextos similares existían en Renania, donde se procesaba hierro procedente de la región de Eifel entre Aquisgrán, Eschweiler, Stolberg y Düren. Pero en esta zona se concentraba sobre todo la producción de latón, zinc y plomo. En la Alta Silesia, la minería y el procesamiento estaban a cargo en parte del Estado y en parte de los grandes terratenientes. Entre ellos se encontraban los condes de Donnersmarck o los príncipes de Hohenlohe. En el Reino de Sajonia existía un comercio muy diferenciado, que iba desde la artesanía rural y urbana hasta las industrias artesanales, las manufacturas, la minería y, pronto, las primeras fábricas. Gran parte de Sajonia, sobre todo la región de Chemnitz, más tarde también llamada Mánchester sajona, se encontraban incluso entre las regiones de Europa con mayor crecimiento, al igual que el norte de Renania, según Hahn.

Talleres mecánicos de Friedrich Harkort en las ruinas del castillo de Wetter.

En relación con las fábricas y las editoriales, en los distintos paisajes se acumuló capital comercial que luego sirvió para financiar las primeras grandes fábricas. Sin embargo, estos primeros paisajes comerciales no siempre fueron un precursor directo del desarrollo industrial. En algunos casos, como en algunas partes de Hesse o en la Baja Silesia, la conexión con la industrialización no tuvo éxito y en las zonas del comercio rural se produjeron procesos de declive económico.

### Industrialización temprana

La Unión Aduanera Alemana. Azul: en el momento de la fundación. Verde/amarillo: ampliaciones hasta/después de 1866

Por tanto, los enfoques de expansión industrial existieron a más tardar desde principios del siglo XIX. Sin embargo, tiene sentido dejar que la industrialización temprana en el sentido de la prehistoria inmediata de la Revolución Industrial en Alemania comience aproximadamente en el año 1815. Desde el fin de las guerras napoleónicas y el levantamiento del bloqueo continental, las barreras comerciales cayeron, por un lado, y por el otro, la economía alemana quedó ahora expuesta a la competencia directa con la industria británica. Esto aumentó significativamente la presión para adaptarse. Además, la agitación territorial que siguió al Reichsdeputationshauptschluss provocó la desaparición de numerosos microterritorios y el surgimiento de varios estados de tamaño mediano. Pero todavía no existía un área económica unificada. Un factor institucional importante para el desarrollo comercial fue la fundación de la Unión Aduanera Alemana (Zollverein) en 1834, que permitió el intercambio libre de impuestos de mercancías dentro del área del tratado. Este fue un requisito previo clave para la integración de mercados anteriormente relacionados regionalmente en un contexto más amplio. Sin embargo, el apoyo directo de Zollverein al desarrollo industrial fue limitado. Aunque facilitó el desarrollo industrial, no emanó de él ningún impulso decisivo de crecimiento. Igualmente importantes fueron muchas otras reformas en las áreas del Estado, la sociedad y la economía. Particularmente conocidas son las reformas prusianas, que se habían llevado a cabo de manera similar en otros estados. Estos incluyeron la liberación de los campesinos y reformas en la legislación comercial. Sin embargo, dependiendo del estado, la implementación se prolongó hasta bien entrada la mitad del siglo.
Ya a finales del siglo XVIII surgieron en Alemania las primeras fábricas modernas, además de industrias artesanales y manufacturas. En 1784, por ejemplo, entró en funcionamiento en Ratingen la primera hilandería mecánica de algodón, la fábrica textil Cromford, y un año más tarde en Hettstedt entró en funcionamiento la primera máquina de vapor de la industria minera. En 1796 se construyó el primer horno de coque de producción continua en la Fundición Real de Hierro de Prusia en Gleiwitz. En 1798 se fundó la hilandería de C. F. Bernhardt en Chemnitz-Harthau. Entre otras cosas, abrió el camino para el desarrollo industrial de la región. En los años siguientes se construyeron en Chemnitz y sus alrededores innumerables hilanderías según el modelo de Bernhardt. Sin embargo, estos inicios no lograron un impacto amplio, sino que permanecieron aislados.
La mayoría de las operaciones similares a las de una fábrica eran relativamente simples y aún no utilizaban energía de vapor. En particular, surgieron las máquinas de hilar para la producción de hilados; Los telares mecánicos se agregaron al sector de producción textil a partir de la década de 1830 en adelante. En general, los primeros enfoques de industrialización se basaron en la producción de bienes de consumo simples y el procesamiento de productos agrícolas (manufacturas de lino y lana, destilerías, cervecerías, almazaras o fábricas de tabaco). Relativamente pronto se fundaron en Baden algunas hilanderías más grandes, como la hilandería de St. Blasien con 28.000 husos o la igualmente grande Ettlinger Spinnerei AG. Una rama en gran medida nueva de la industria textil a principios del siglo XIX fue el procesamiento del algodón. Sajonia ocupó la posición de liderazgo, seguida de Prusia y Baden. El centro de Prusia era la región de Düsseldorf y, en particular, la región de Bergisches Land, que ya hacia 1800 se encontraba en el umbral de la Revolución Industrial sobre la base de pequeñas industrias siderúrgicas y textiles. Sólo en Rheydt y Gladbach había en 1836 16 hilanderías. La industria textil en su conjunto fue una de las primeras industrias en industrializarse. Sin embargo, a diferencia de Inglaterra, no fue un sector destacado de la Revolución Industrial. Su crecimiento fue demasiado pequeño para eso.
La fase del auge industrial inicial que comenzó después de 1815 terminó ya a mediados de la década de 1840, cuando la crisis agraria y los efectos de la revolución de 1848/49 perjudicaron gravemente el desarrollo. Este período vio el pico del pauperismo anterior a marzo y la última crisis agraria del "viejo tipo" (Wilhelm Abel).

## La revolución industrial
La revolución de 1848/49 también marca aproximadamente la línea divisoria entre la industrialización temprana y la Revolución Industrial. Esto también encaja con un cambio de una confianza en uno mismo plagada de crisis en la década de 1840 a un estado de ánimo general de optimismo en la década siguiente. A partir de esta época, la producción social por habitante se multiplicó por diez en comparación con la era preindustrial.
Un indicador importante del comienzo de la Revolución Industrial en la década de 1850 fue el repentino aumento del uso de hulla. Detrás de esto hubo varios procesos de crecimiento: un fuerte aumento de la producción de hierro y especialmente de acero, la mayor construcción de maquinaria, en particular locomotoras, y el aumento de los servicios de transporte de los ferrocarriles hicieron que aumentara la demanda de energía. La creciente demanda de combustible y bienes industriales condujo a una mayor expansión de la red ferroviaria y, a su vez, aumentó la demanda de nuevas locomotoras y raíles. En general, también la Revolución Industrial de las décadas de 1850 y 1860 se caracterizó principalmente por la inversión en la construcción de ferrocarriles y la industria pesada.

### Decadencia de las antiguas artesanías
Sin embargo, el desarrollo económico general durante este período no fue sólo una historia de éxito. Más bien, la importación de bienes fabricados a máquina, especialmente de Gran Bretaña, y el surgimiento de fábricas en la propia Alemania significaron una amenaza para las antiguas formas económicas existentes. Esto se aplicaba a los productos de hierro elaborados con carbón vegetal, así como a los textiles producidos en las fábricas o en el sistema editorial. En particular, el comercio del lino perdió importancia debido al abaratamiento de los productos de algodón. De este modo se vio amenazada la existencia del sector más importante de la industria textil alemana.
Durante un tiempo, los métodos de producción más antiguos pudieron mantenerse. En algunos casos, esto se logró con bastante éxito especializándose en productos concretos. En otros lugares, los editores respondieron reduciendo los honorarios pagados a los tejedores domésticos. Sin embargo, a largo plazo muchos sectores no pudieron resistir la competencia de las máquinas, excepto en algunas zonas de retirada. Como resultado, si los oficios más antiguos no lograban hacer la transición a la industria fabril, carecían de oportunidades laborales y podrían verse sujetos a procesos de desindustrialización y reagriculturación.
Otro factor de crisis fue el sector artesanal. Debido al crecimiento demográfico en la primera mitad del siglo, el número de artesanos aumentó considerablemente. Algunos oficios de masas, como la sastrería o la zapatería, tenían exceso de personal, los oficiales ya no tenían posibilidades de convertirse en maestros artesanos y los ingresos, incluso de los artesanos autónomos, eran extraordinariamente bajos. Sobre todo, los artesanos cuyos productos competían con la industria sufrieron presiones de este lado, que estallaron en disturbios como la revolución de los sastres de Berlín (1830).

### Industrialización regional

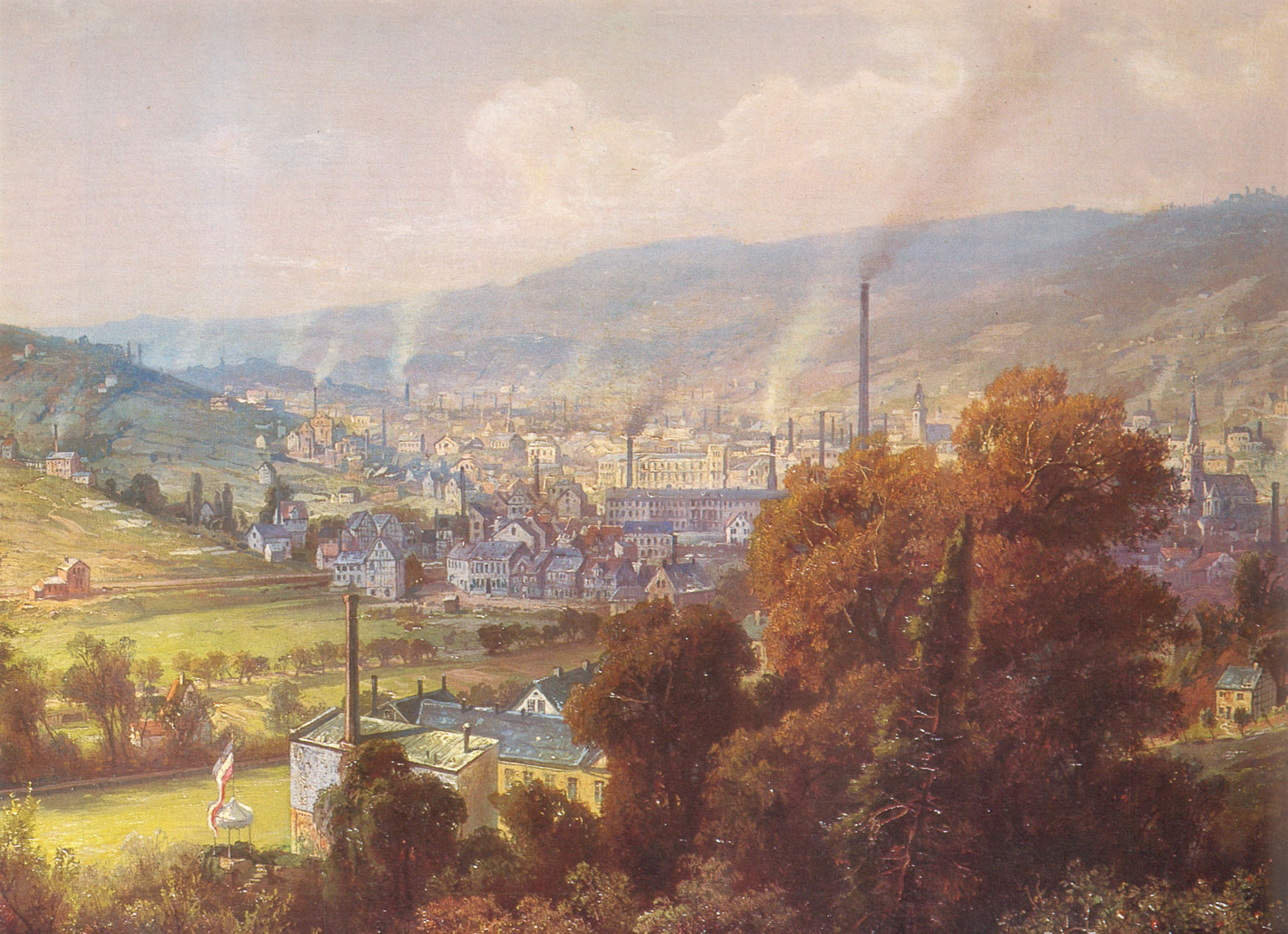
Barmen, industrializado muy tempranamente junto con el vecino Elberfeld (hacia 1870, pintura de August von Wille)

Una característica del desarrollo industrial fue su distribución regional desigual. Las razones para esto fueron múltiples. La conexión a la red ferroviaria o la disponibilidad de materias primas, mano de obra o capital influyeron.
En las décadas de industrialización, algunas antiguas zonas de concentración comercial se adaptaron al desarrollo industrial. En Bielefeld, por ejemplo, grandes fábricas textiles sustituyeron a los productores domésticos de lino. También en Wuppertal y Sajonia la industria retomó viejas tradiciones. Chemnitz fue aquí el núcleo de la industrialización sajona. Chemnitz se convirtió en la principal ciudad industrial de Alemania. La construcción de máquinas herramienta, la construcción de maquinaria textil, la industria textil, la construcción de bicicletas, motocicletas, vehículos, máquinas de vapor, locomotoras y la industria química desempeñaron un papel destacado. En Berlín, por ejemplo, la industria de la confección, la ingeniería mecánica, los bancos y las compañías de seguros fueron las principales industrias que se establecieron. Renania se benefició de su situación de transporte. La región del Ruhr, en parte en la provincia del Rin y en parte en la provincia de Westfalia, se convirtió gracias a sus materias primas en un centro industrial, especialmente en la industria del carbón y del acero. En algunos lugares ya existía minería, pero en algunas zonas la migración minera hacia el norte provocó un desarrollo completamente nuevo. La proximidad de las fábricas a las materias primas fue menos importante, por ejemplo en la ingeniería mecánica, que se estableció en numerosos lugares. Así, a menudo surgieron fábricas de locomotoras en las capitales y ciudades de residencia.
Distribución de las fábricas de máquinas herramienta en 1846 en Alemania:
- Chemnitz/Zwickau = aprox. 135 fábricas
- Dresde = aprox. 60 fábricas
- Berlín = aprox. 38 fábricas
- Leipzig = aprox. 19 fábricas
- Colonia = aprox. 5 fábricas
- Düsseldorf = aprox. 5 fábricas
- Franconia Media = aprox. 5 fábricas

Sin embargo, también hubo áreas que se beneficiaron menos del desarrollo industrial. Por ejemplo, la alguna vez rica Silesia se quedó atrás debido a su ubicación relativamente remota en términos de transporte. A algunas partes de las regiones de Sauerland y Siegerland, con su producción tradicional de hierro, les resultó difícil o imposible defenderse de la competencia de la cercana zona del Ruhr. Por el contrario, la construcción de la línea principal de la compañía ferroviaria Colonia-Minden hasta 1847 y la línea paralela de la compañía ferroviaria Bergisch-Markisch hacia el sur en 1862 tuvieron un efecto beneficioso en la emergente región del Ruhr.
Al final de la era se pueden distinguir cuatro tipos de regiones. El primero comprende zonas claramente industrializadas como el Reino de Sajonia (en este caso principalmente la región alrededor de Chemnitz), Renania, Alsacia-Lorena, el Palatinado Renano y también el Gran Ducado de Hesse. Un segundo grupo incluye aquellas regiones en las que algunos sectores o subregiones parecen ser pioneros de la industrialización, pero el área en su conjunto no puede considerarse industrializada. Entre ellas se incluyen Württemberg, Baden, Silesia, Westfalia y las provincias prusianas de Sajonia y Hesse-Nassau. En un tercer grupo, hay regiones en las que hubo inicios industriales tempranos en algunas ciudades, pero que por lo demás tuvieron comparativamente poco desarrollo industrial. Estos incluyen el reino o provincia de Hannover, las áreas de los principados turingio-sajones en el bosque de Turingia y el sur de Turingia, así como la vecina Alta y Media Franconia. Además, hay zonas que eran predominantemente agrícolas y cuyos oficios eran mayoritariamente artesanales. Entre ellos se encuentran, por ejemplo, Prusia Oriental y Occidental, Posen y Mecklemburgo.

### Industrias líderes
El motor central del crecimiento de la industrialización en Alemania fue la construcción de ferrocarriles. La demanda generada por el ferrocarril impulsó el desarrollo de tres industrias clave estrechamente interrelacionadas: la minería, la producción de metales y la ingeniería mecánica.

#### Construcción de ferrocarriles

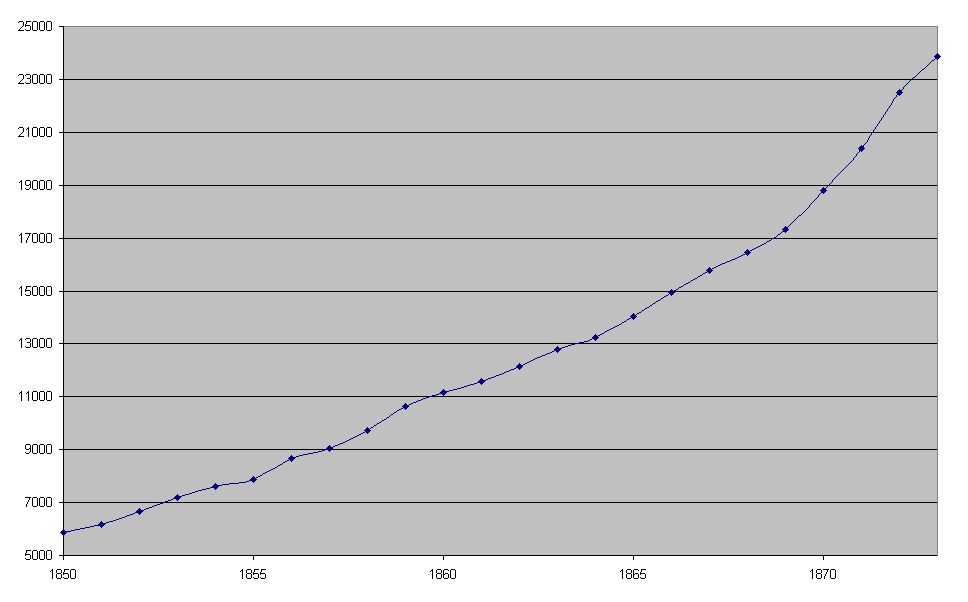
Kilómetros de recorrido de ferrocarriles en el territorio de la Confederación Alemana 1850–1873

En el sector secundario, el ferrocarril fue el motor de crecimiento más fuerte y también ocupó en general una posición clave. La era del ferrocarril comenzó en Alemania con la línea de seis kilómetros entre Núremberg y Fürth construida por la Ludwigseisenbahn-Gesellschaft en 1834/35. La primera línea económicamente significativa fue la línea Leipzig-Dresde, de 115 kilómetros, construida por iniciativa decisiva de Friedrich List (1837).

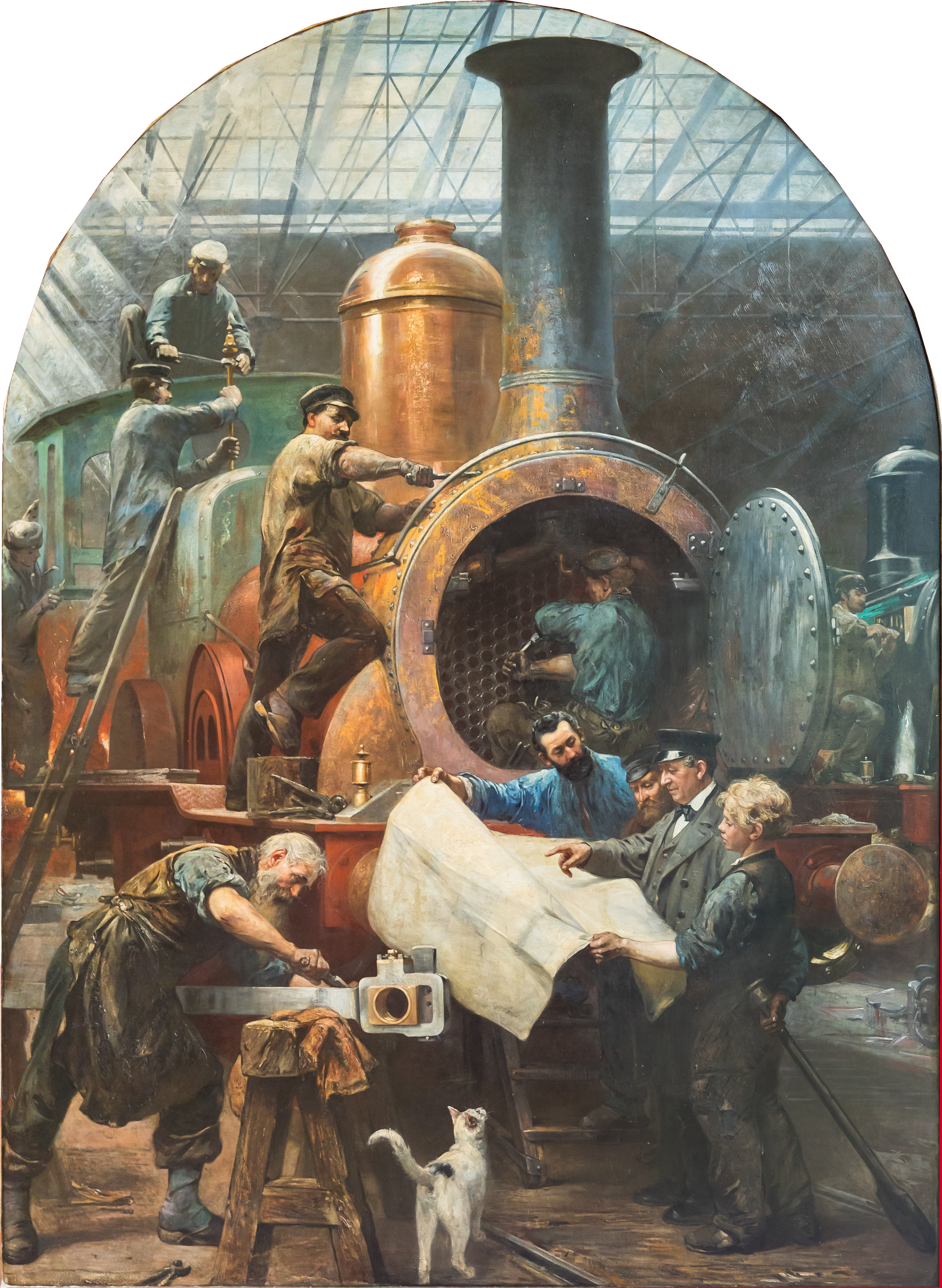
Construcción de locomotoras en Alemania

La creciente demanda de transporte llevó a la expansión de la red ferroviaria, lo que a su vez aumentó la demanda de hierro y carbón. La fuerza de esta relación queda demostrada por el hecho de que entre 1850 y 1890, aproximadamente la mitad de la producción de hierro fue consumida por los ferrocarriles. Con la expansión de la producción nacional de hierro desde la década de 1850, la construcción de ferrocarriles también cobró nuevo impulso. Durante la ampliación de la red ferroviaria, los precios del transporte cayeron continuamente, lo que a su vez tuvo un efecto beneficioso para la economía en su conjunto. El hecho de que entre 1850 y 1890 alrededor del 25 por ciento de la inversión total se destinó a los ferrocarriles habla de la importancia de los ferrocarriles para la economía en su conjunto. Durante mucho tiempo, la inversión en ferrocarriles fue mayor que en la manufactura o la industria.
La construcción de ferrocarriles experimentó su primer apogeo en la década de 1840. En 1840, había unos 580 kilómetros de vías; en 1850, ya había más de 7.000 kilómetros, y en 1870, casi 25.000 kilómetros de vías. Además, en 1840 ya se empleaban en la construcción de los ferrocarriles y en su funcionamiento más de 42.000 personas, más que en la minería del carbón. Este número siguió creciendo durante los años siguientes, hasta llegar a casi 180.000 trabajadores en 1846. Sólo una pequeña parte de unos 26.000 trabajadores estaban empleados permanentemente en las operaciones; el resto participó en la construcción de las líneas.

#### Procesamiento de metales
Hacia el cambio de siglo se construyeron y utilizaron en Alemania las primeras máquinas propulsadas por vapor. En 1807, los hermanos Franz y Johann Dinnendahl construyeron la primera máquina de vapor en Essen. Estos se utilizaban principalmente para bombear agua en las minas de la región del Ruhr. Friedrich Harkort fundó su taller mecánico en Wetter en 1817. En 1836 había en la región de Aquisgrán nueve empresas de ingeniería mecánica con una plantilla de mil personas. En 1832 había 210 máquinas de vapor en toda Prusia. En el Reino de Hannover se inauguró la primera en 1831.
Con la llegada de la era del ferrocarril en 1835, creció la demanda de rieles y locomotoras. Desde la década de 1830, aumentó el número de fabricantes de máquinas de vapor y locomotoras. En la cima estaba sin duda la empresa Borsig, que produjo su primera locomotora en 1841 y su milésima en 1858, convirtiéndose en la tercera fábrica de locomotoras más grande del mundo con 1100 empleados. Su ascenso, a su vez, aumentó la necesidad de productos de la industria del carbón y del acero.
En el ámbito del procesamiento de metales, la ingeniería mecánica desempeñó un papel destacado como sector más moderno y de mayor crecimiento. En este sector, además de algunas grandes empresas, había numerosas pequeñas y medianas empresas, no pocas veces de propiedad familiar. Las principales ubicaciones fueron Chemnitz y Zwickau, así como Berlín, Dresde, Hannover, Leipzig, Mannheim y Colonia. Johann von Zimmermann fundó en 1848 en Chemnitz la primera fábrica de máquinas herramienta de Alemania. Además, las fábricas de este tipo atrajeron a clientes de la industria pesada y textil, por ejemplo. La ingeniería mecánica en Alemania se benefició de la fundación de varias escuelas profesionales, algunas de las cuales luego se convirtieron en universidades técnicas. Mientras que en Inglaterra todavía se desarrollaban nuevos productos de ingeniería mecánica basándose en la experiencia empírica, en Alemania los cálculos técnicos ya ganaban terreno. Mientras que en la década de 1860 los productos principales eran las máquinas de vapor, en 1871 el foco de producción estaba dividido más o menos equitativamente entre maquinaria textil, máquinas de vapor y maquinaria agrícola. En 1846, sólo había 1.518 máquinas de vapor en el territorio del Zollverein; en 1861, había 8.695. Sólo en Prusia, había 25.000 plantas en 1873.

#### Minería

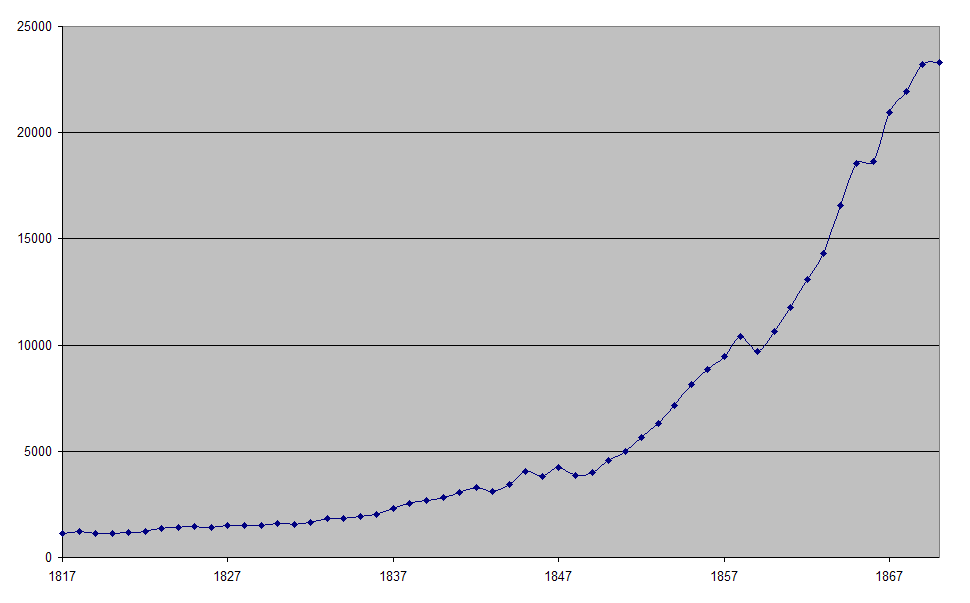
Producción de hulla en Prusia 1817-1870 (en 1000 t)

Hasta el siglo XIX, la extracción de minerales o carbón estuvo en manos del principesco Bergregal. En la región del Sarre, el Estado prusiano asumió la propiedad estatal de las minas de carbón, con una excepción. En los territorios occidentales prusianos, el llamado principio de dirección se introdujo en 1766. Hacer navegable el Ruhr en la fase final del reinado de Federico II facilitó mucho la exportación de carbón. Después de la creación de las provincias de Renania y Westfalia, en 1815 se creó el Oberbergamtsbezirk Dortmund. Este se extendía desde Emmerich en el oeste hasta Minden en el este, desde Ibbenbüren en el norte hasta Lüdenscheid en el sur. La autoridad minera regulaba la minería, las condiciones laborales y el pago de los "mineros". Esto significó una protección considerable para los empleados, pero también restringió las decisiones empresariales. Aunque la producción aumentó considerablemente de 177 000 a 513 000 toneladas entre 1790 y 1815, la importancia económica siguió siendo bastante modesta. En 1815, por ejemplo, sólo se empleaban 3400 mineros. Un ejemplo de la posibilidad de tener éxito en la minería a pesar de la supervisión de las autoridades fue Mathias Stinnes, de la ciudad portuaria de Mülheim. A partir de 1818 creó sistemáticamente una empresa de transporte de carbón con clientes en Renania y Holanda. Stinnes pronto tuvo numerosas barcazas a su disposición y fue uno de los primeros en utilizar remolcadores de vapor. Usó las ganancias para comprar acciones de empresas mineras. En el año de su muerte era el empresario minero más importante del distrito, con cuatro minas de carbón propias y acciones en otras 36 minas.
El uso de máquinas de vapor para la deshidratación hizo posible extraer minas a mayores profundidades. Sin embargo, el factor decisivo fue la posibilidad de atravesar la capa de marga con las llamadas minas profundas. Franz Haniel (copropietario de Gutehoffnungshütte) fue uno de los primeros empresarios que construyó minas de este tipo cerca de Essen a partir de 1830. En los años siguientes, el número de minas profundas aumentó a 48 con 95 máquinas de vapor (1845). En 1840, la producción en Oberbergamtsbezirk había aumentado a 1,2 millones de toneladas y la mano de obra a casi 9.000 hombres. La producción de carbón también aumentó en otros distritos mineros en las primeras décadas del siglo XIX. Entre ellos se encontraba el yacimiento de carbón de Aquisgrán en el distrito minero de Düren. En 1836 había 36 minas de carbón en esta región.
A partir de la década de 1840, la demanda de productos de hierro provocada por la construcción de ferrocarriles tuvo un efecto especialmente positivo en la minería. Además, hubo cambios en el marco legal. Estos incluyeron, en particular, el abandono gradual del control oficial de la minería a partir de 1851. Este desarrollo no se completó hasta la reforma de la ley minera prusiana de 1861, que fue una de las razones del auge de la minería privada en el Ruhr y Silesia.

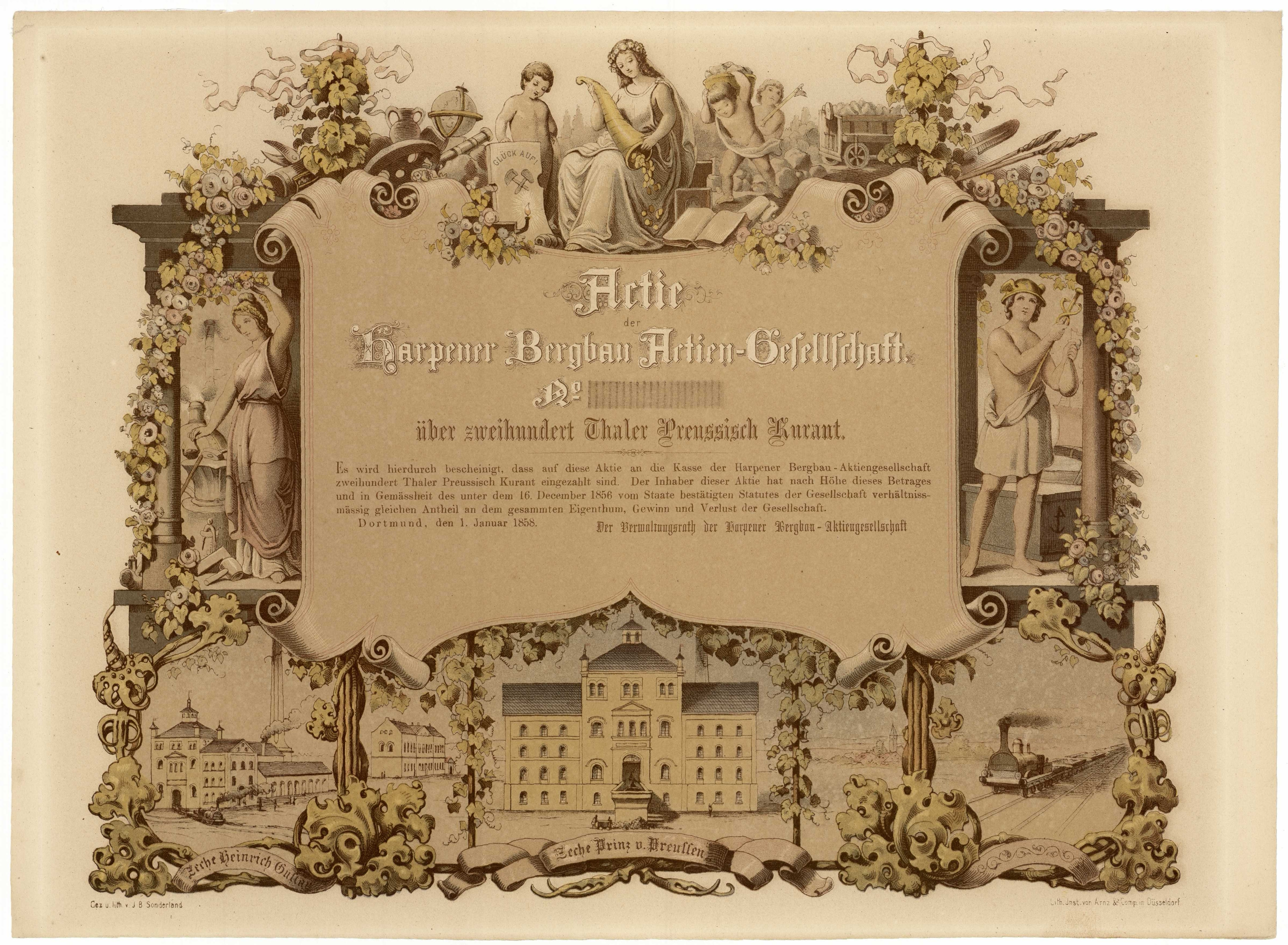
Participación de Harperer Bergbau AG, emitida el 1 de enero de 1858.

Los cambios en la ley minera también facilitaron el establecimiento de la moderna sociedad anónima como forma de empresa minera. En 1854, el irlandés William Thomas Mulvany creó Hibernia AG y en 1856 varios accionistas fundaron Harpener Bergbau AG. Ambas ascendieron hasta convertirse en empresas mineras líderes en el distrito minero en las décadas siguientes. En la década de 1850 se fundaron numerosas minas de carbón nuevas en la región del Ruhr. En 1860, su número alcanzó un máximo de 277 empresas. Esto fue acompañado por un aumento considerable en los volúmenes de producción. En los años siguientes, el número de minas de carbón disminuyó, mientras que las capacidades de producción aumentaron aún más mediante la fusión de minas de carbón más pequeñas en unidades más grandes. El que tuvo más éxito al final de la Revolución Industrial fue Friedrich Grillo en 1873 con su Gelsenkirchener Bergwerks AG.

#### Producción de hierro y acero.

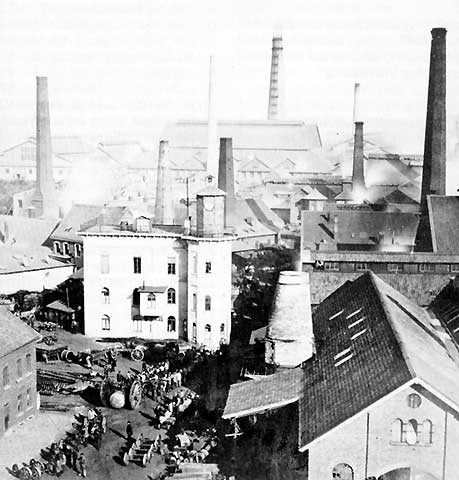
Planta Krupp en Essen alrededor de 1864

Los inicios de varias empresas industriales pesadas líderes posteriores también se encuentran en el período de industrialización temprana. En el Sarre, Carl Ferdinand von Stumm-Halberg y su familia desempeñaron un papel destacado en la industria pesada, especialmente cuando controlaron a su competidor Dillinger Hütte desde 1827. En Sterkrade, cerca de Oberhausen, varias empresas fundaron la Gutehoffnungshütte en 1810. Mientras que alrededor de 1830 la empresa sólo contaba con 340 trabajadores, a principios de la década de 1840 ya empleaba a unos 2.000. Friedrich Krupp había iniciado la producción de acero fundido en Essen en 1811, pero dejó a su hijo Alfred como una empresa muy endeudada en 1826. La situación de la empresa siguió siendo problemática hasta que la construcción del ferrocarril impulsó la demanda en la década de 1840.
Una innovación técnica importante en las primeras décadas del siglo XIX fue la construcción de molinos de charco, que, utilizando hulla, eran mucho más productivos y rentables que las antiguas fundiciones de carbón. En 1824, el proceso se introdujo en una fundición de Neuwied, seguida de la fundición de Lendersdorf de Eberhard Hoesch cerca de Düren en 1825 y de la planta de Harkort un año después. Las reformas y nuevas instalaciones que tuvieron lugar en las dos décadas siguientes llevaron, como en el caso de la Hüstener Gewerkschaft, a la ampliación de departamentos operativos como laminadores, trefiladoras y departamentos de ingeniería mecánica. La expansión del ferrocarril provocó que la demanda de hierro, rieles y otros productos de la industria minera implosionara en un corto período de tiempo.
Dentro de la producción de metales, las innovaciones técnicas aseguraron un avance considerable en la producción, como la mencionada producción de hierro utilizando carbón coquizable en lugar del costoso carbón vegetal utilizado anteriormente. Mientras que en 1850 sólo el 25% del hierro se producía con coque, esta cifra había aumentado al 63% sólo tres años después. En la década de 1860, el proceso Bessemer se estableció en la producción de acero. Esto hizo posible producir acero a partir de arrabio líquido a escala industrial.

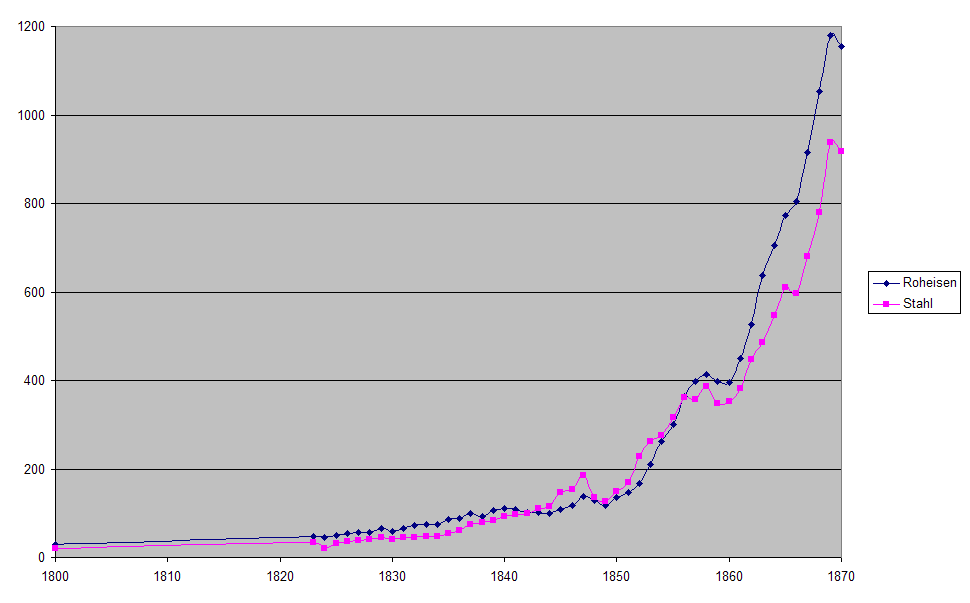
Producción de hierro y acero en Prusia 1800–1870 (en 1000 t)

En total, alrededor de 1850, al comienzo de la actual Revolución Industrial en el territorio de la Confederación Alemana, sólo 13.500 trabajadores estaban empleados en la producción de arrabio y su volumen de producción rondaba las 214.000 toneladas. En los diez años siguientes, la producción creció un 150%, en la década de 1860 otro 160% y en el apogeo de la Revolución Industrial de 1870 a 1873 un 350%. Durante este período, el número de trabajadores había crecido sólo un 100%. Las razones residen en la mejora técnica de la producción, pero también en la aparición de una mano de obra cualificada y con experiencia. La producción de acero, técnicamente más compleja, se expandió aún más y en 1850 casi había alcanzado a la producción de hierro. En aquel momento se producían unas 200.000 toneladas con unos 20.000 trabajadores. En 1873, la producción fue de 1,6 millones de toneladas y contaba con 79.000 empleados.

### Formación corporativa
Si bien las empresas de industria pesada eran a menudo todavía pequeñas empresas al comienzo de la Revolución Industrial, algunas de ellas se convirtieron en empresas gigantes en el transcurso de este período. En 1835, 67 personas trabajaban para Krupp; en 1871, la fuerza laboral había aumentado a 9.000 y en 1873 a casi 13.000. Al mismo tiempo, las sociedades anónimas (con excepciones como Krupp o algunas empresas familiares de Alta Silesia) se convirtieron en la forma dominante de empresa.
Además, en esta fase ya estaban surgiendo corporaciones vinculadas vertical y horizontalmente, especialmente en la industria pesada. Por ejemplo, se combinaron minas, producción de hierro y acero, laminadores y empresas de ingeniería. En esta dirección se desarrollaron el Gutehoffnungshütte de Oberhausen, la Bochumer Verein, las empresas Hoesch y Thyssen, la Hoerder Verein y también empresas familiares como Henckel von Donnersmarck en la Alta Silesia. Mientras que la mayoría de las empresas se desarrollaron en esta dirección sólo de forma gradual, en 1872 se fundó la Unión de Dortmund como una asociación diversificada de empresas. Lo mismo se aplica a Gelsenkirchener Bergwerks AG (1873). Ambos proyectos fueron impulsados en gran medida por Friedrich Grillo y financiados por Disconto-Gesellschaft, encabezada por Adolph von Hansemann.

### Finanzas industriales y banca

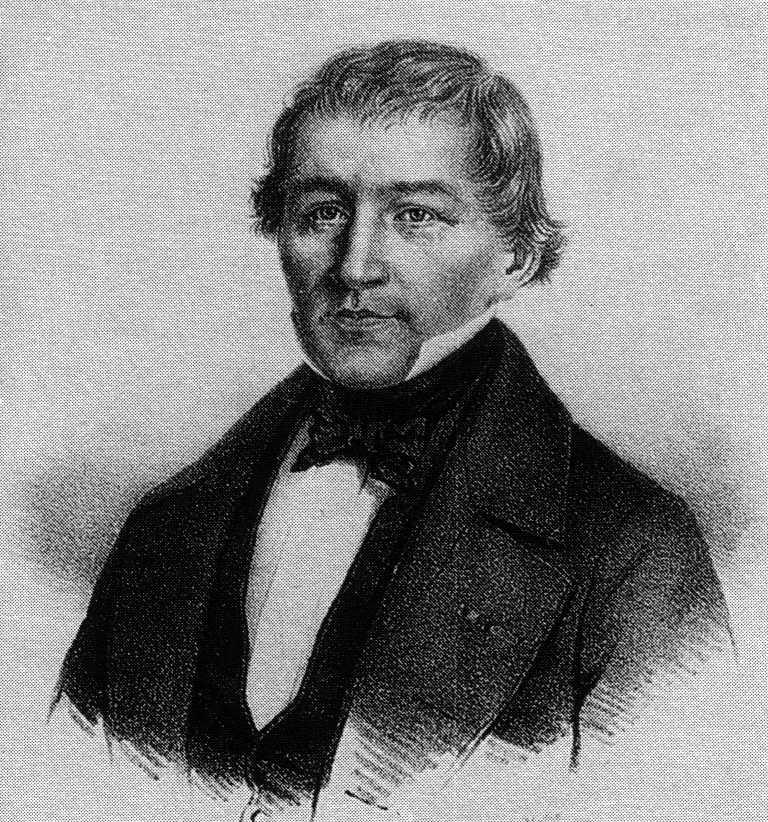
David Hansemann

No es raro que la financiación de las primeras empresas industriales se basara en capital social o dinero familiar. A largo plazo, la creación y el desarrollo de empresas dependían de que los bancos proporcionaran el capital necesario. En las primeras décadas, se trataba predominantemente de banqueros privados. Además, el desarrollo de los bancos por acciones y el sistema de bancos universales, típico de la evolución posterior en Alemania, comenzó antes de 1870. Los bancos privados inicialmente desempeñaron un papel central, especialmente en la financiación de la rentable construcción de ferrocarriles. Eran agentes emisores de las acciones correspondientes y los directores de los bancos a menudo formaban parte de los comités de dirección o de los consejos de supervisión de las empresas ferroviarias. El papel de los bancos privados en la Rheinische Eisenbahngesellschaft está particularmente bien documentado. Al principio el líder era Ludolf Camphausen. A ellos se unieron desde la comunidad bancaria de Colonia A. Schaaffhausen, Abraham Oppenheim y un grupo de Aquisgrán en torno a David Hansemann. Posteriormente, Oppenheim se convirtió en el principal accionista. El negocio ferroviario también fue importante como puente hacia la inversión en minería y industria pesada. Sin embargo, la financiación de los ferrocarriles también era muy arriesgada. Por esta razón, ya en la década de 1840 surgieron en los círculos de banqueros privados de Alemania Occidental planes para la creación de bancos por acciones, pero fracasaron debido a la burocracia estatal prusiana. En respuesta a la aguda crisis del banco de Schaaffhausen, en 1848 se fundó el A. Schaaffhausen'scher Bankverein como primer banco por acciones. A éste le siguió en 1853 el Bank für Handel und Industrie, también conocido como Darmstädter Bank, en el que, entre otros, Gustav Mevissen adquirió una participación, en 1856 la Disconto-Gesellschaft de David Hansemann, que se convirtió en una sociedad anónima, y ese mismo año la Berliner Handels-Gesellschaft. Estas sociedades anónimas se centraron en financiar empresas industriales y de otro tipo con altos requisitos de capital. Como resultado, a diferencia de Gran Bretaña, por ejemplo, hubo una división del trabajo. La emisión de billetes permaneció en manos de instituciones (semi)estatales. El Banco de Prusia pronto desempeñó un papel central. Por el contrario, los bancos privados y por acciones se concentraron en las actividades de fundación y emisión de sociedades anónimas industriales.

## Fluctuaciones económicas
En relación con la economía en su conjunto durante este período, las tasas de crecimiento no estuvieron por encima del promedio. El aumento promedio del producto nacional neto por año fue del 2,36% entre 1850 y 1857, aumentando a aproximadamente el 3,31% en el período de 1863 a 1871. Un panorama diferente surge cuando se examinan por separado los distintos sectores de la economía. Con diferencia, el mayor crecimiento se produjo en el sector industrial. Este desarrollo fue lo que realmente fue nuevo. Dentro de la industria, inicialmente dominó la producción de bienes de consumo, especialmente la industria textil. Por tanto, el desarrollo económico en el sector industrial todavía dependía en gran medida de la evolución de los salarios reales. Esto cambió significativamente después de 1840, cuando los ferrocarriles y la industria pesada se convirtieron en sectores industriales líderes. El desarrollo cíclico industrial ahora siguió principalmente sus propias expectativas de ganancias.
Sin embargo, el sector secundario aún no era lo suficientemente fuerte como para dominar el desarrollo económico general. No fue hasta el final de la Revolución Industrial, alrededor de 1870, que asumió claramente el papel principal. Hasta entonces, el desarrollo de la agricultura, es decir, el principal componente del sector primario, todavía tenía su propio impulso. Ésta es también una de las razones por las que los ciclos económicos macroeconómicos en el sentido moderno no aparecieron hasta el comienzo del Imperio. Hasta entonces, los antiguos altibajos agrícolas se mezclaban con influencias industriales en las "alternancias económicas".
Las crisis económicas agrarias de tipo más antiguo estaban relacionadas principalmente con malas cosechas, es decir, influencias naturales. Las buenas cosechas abarataron los alimentos, pero una fuerte caída de los precios provocó una pérdida de ingresos para los agricultores, lo que a su vez tuvo un impacto considerable en la demanda de productos industriales. Por el contrario, las malas cosechas provocaron aumentos extremos de los precios de los alimentos. Crisis agrícolas de este tipo se produjeron en 1805/06, 1816/17 (Año sin verano), 1829/30, y la peor fue la de 1846/47 (Revolución de la patata).
El tipo industrial de ciclo económico se puede rastrear por primera vez en Alemania a mediados de la década de 1840. En los años 1841 a 1845 se produjo un verdadero auge de las inversiones en los ferrocarriles, que en un período de tiempo muy corto atrajo capitales a niveles hasta entonces desconocidos, pero que rápidamente volvió a estancarse.
La disminución de este auge estuvo relacionada con la crisis agrícola de 1847, que la intensificó aún más. A los precios de los alimentos y a la crisis del hambre se unieron el desempleo y la pérdida de ingresos. Esto reforzó aún más la tendencia prerrevolucionaria, incluso entre las clases bajas. La depresión económica no terminó hasta finales de 1849 o principios de 1850.
Según los historiadores, un cambio fundamental lo indicó el hecho de que las malas cosechas a principios de la década de 1850 sólo tuvieron un impacto regional, ya que el transporte ferroviario en particular aseguró un equilibrio intraeuropeo. Este período vio inversiones en todos los sectores comerciales, especialmente los ferrocarriles. El auge de la industria se vio interrumpido entre 1857 y 1859 por el pánico de 1857, a menudo denominado la "primera crisis económica mundial" (Hans Rosenberg). En esencia, se trataba de una crisis comercial, especulativa y bancaria, que se originó principalmente en Hamburgo. La crisis surgió cuando fracasaron los acuerdos comerciales y de armas financiados con letras bancarias entre Hamburgo, Estados Unidos, Inglaterra y Escandinavia. El origen de esto estuvo en los Estados Unidos, donde el colapso de un banco desencadenó una especie de reacción en cadena y el colapso de muchas otras instituciones de crédito. Sin embargo, también hubo factores en el sector industrial. En muchos lugares, por ejemplo, las capacidades de producción no lograron seguir el ritmo de la demanda. Sin embargo, la crisis fue mucho más breve y los efectos menos severos que la crisis de los fundadores después de 1873.
En comparación con la primera mitad de la década de 1850, la economía permaneció comparativamente débil en la primera mitad de la década de 1860. Esto se debió principalmente a influencias externas como la guerra civil estadounidense. Debido a la falta de suministro de algodón de los estados del sur, la industria textil fue la que más sufrió. En otros aspectos, las empresas se mostraron reacias a invertir después de las experiencias de 1857-1859. Después de mediados de la década de 1860 se produjo otro considerable auge económico, que se convirtió en el "boom de los fundadores". Esto ya no estaba impulsado únicamente por la industria pesada; la industria textil y la agricultura crecieron casi de manera tan significativa. Frenado sólo brevemente por la guerra de 1870/71, el crecimiento continuó hasta el comienzo de la Gründerkrise en 1873. Si bien los altibajos económicos de mediados de siglo también estuvieron determinados por la agricultura, ahora la industria dominaba claramente.
| País / Región   | 1830 | 1840 | 1850 | 1860 | 1870 | 1880 | 1890 | 1900 | 1910 | 1913 | 1925 | 1938 |
| --------------- | ---- | ---- | ---- | ---- | ---- | ---- | ---- | ---- | ---- | ---- | ---- | ---- |
| Austria-Hungría | 250  | 266  | 283  | 288  | 305  | 315  | 361  | 414  | 469  | 498  | –    | –    |
| Bélgica         | 295  | 345  | 411  | 490  | 571  | 589  | 630  | 721  | 854  | 894  | 985  | 1015 |
| Francia         | 264  | 302  | 333  | 365  | 437  | 464  | 515  | 604  | 680  | 689  | 893  | 936  |
| Alemania        | 245  | 267  | 308  | 354  | 426  | 443  | 537  | 639  | 705  | 743  | 712  | 1126 |
| Italia          | 265  | 270  | 277  | 301  | 312  | 311  | 311  | 335  | 366  | 441  | 480  | 551  |
| Países Bajos    | 347  | 382  | 427  | 452  | 506  | 542  | 586  | 614  | 705  | 754  | 909  | 920  |
| Rusia/URSS      | 170  | 170  | 175  | 178  | 250  | 224  | 182  | 248  | 287  | 326  | 232  | 458  |
| España          | 263  | 288  | 313  | 346  | 329  | 323  | 321  | 351  | 370  | 367  | 426  | 337  |
| Suecia          | 194  | 198  | 211  | 225  | 246  | 303  | 356  | 454  | 593  | 680  | 765  | 1097 |
| Suiza           | 276  | 315  | 391  | 480  | 549  | 676  | 705  | 785  | 895  | 964  | 1020 | 1204 |
| Reino Unido     | 346  | 394  | 458  | 558  | 628  | 680  | 785  | 881  | 904  | 965  | 970  | 1181 |

## Cambio social
Durante las décadas de la Revolución Industrial, no sólo la economía sino también la sociedad sufrieron cambios importantes. Así como antiguas formas de intercambio y comercio llegaron a coexistir con la industria moderna en la esfera económica, también se mezclaron formas de vida, grupos sociales y problemas sociales más antiguos y nuevos.

### Burguesía

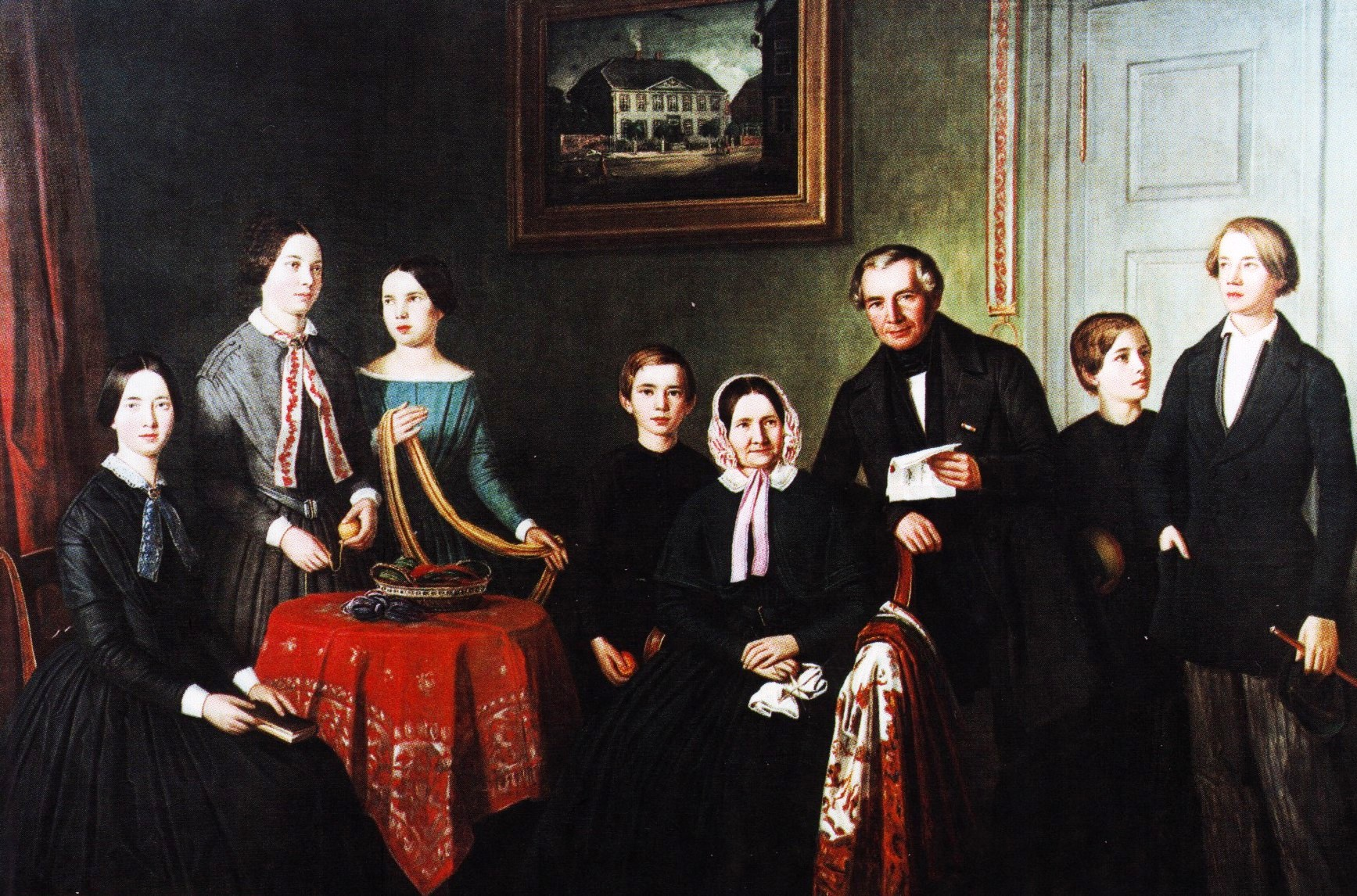
Pintura al óleo de la familia del empresario Brökelmann de Engelbert Seibertz de 1850

El siglo XIX se considera la época del avance de la sociedad burguesa. Sin embargo, la burguesía nunca constituyó la mayoría de la sociedad en términos cuantitativos. Al principio predominó la sociedad rural y, al final, la mano de obra industrial estuvo a punto de superar a la burguesía en términos numéricos. El modo de vida burgués, sus valores y sus normas fueron formativos del siglo XIX. Aunque inicialmente los monarcas y la nobleza todavía mantuvieron su papel de liderazgo en la política, este fue moldeado y desafiado únicamente por los nuevos movimientos nacionales y burgueses.
Sin embargo, la burguesía no era un grupo homogéneo, sino que estaba formada por diferentes partes. En continuidad con la burguesía del período moderno temprano estaba la burguesía de artesanos, posaderos o comerciantes de la antigua ciudad. Hacia abajo, esto pasó gradualmente a la pequeña burguesía de los pequeños comerciantes, amos individuales o comerciantes. El número de ciudadanos de pleno derecho osciló entre el 15 y el 30% de los habitantes hasta el siglo XIX. Después de las reformas, perdieron la exclusividad del estatus de ciudadano en los estados de la Confederación del Rin, en Prusia y más tarde también en los demás estados alemanes, debido al concepto de igualdad cívica y su aplicación gradual. Con algunas excepciones, el grupo de viejos ciudadanos urbanos permaneció en las formas de vida tradicionales a principios del siglo XIX. En la burguesía contaban la tradición de clase, el rango familiar, las formas familiares de negocios y el consumo de gastos específico de la clase. Por el contrario, este grupo se mostró escéptico ante el rápido pero arriesgado desarrollo industrial. Numéricamente, este grupo constituyó el grupo más numeroso de ciudadanos hasta bien entrado el siglo XIX.
Más allá de la antigua burguesía, desde el siglo XVIII habían ido surgiendo nuevos grupos de ciudadanos. Entre ellos se encontraba sobre todo la burguesía educada y empresarial. El núcleo del Bildungsbürgertum en el territorio de la Confederación Alemana estaba formado principalmente por los altos funcionarios de la administración pública, del poder judicial y del sistema de educación superior de las escuelas primarias y universidades, que se expandió en el siglo XIX. Además de los funcionarios públicos, las profesiones académicas independientes como médicos, abogados, notarios y arquitectos comenzaron a ganar en número sólo en las décadas de 1830 y 1840. Para este grupo, la membresía no se basaba en privilegios de clase sino en calificaciones de desempeño.
Aunque el auto-reclutamiento era alto, las clases medias educadas de la primera mitad del siglo XIX eran bastante receptivas a los escaladores sociales. Alrededor del 15–20% procedían de entornos más bien pequeñoburgueses y lograron avanzar a través del bachillerato y los estudios universitarios. Los diferentes orígenes fueron igualados por la educación y círculos sociales similares.
La burguesía educada, que constituía una parte considerable de la elite funcional burocrática y legal, era sin duda el subgrupo burgués más influyente políticamente. Al mismo tiempo, sin embargo, también estableció normas culturales que fueron más o menos adaptadas por otros grupos burgueses, incluida la clase trabajadora e incluso la nobleza. Estos incluyen, por ejemplo, la imagen familiar burguesa del hombre y la esposa públicamente activos que cuidan del hogar y de los hijos, que dominó hasta el siglo XX. La clase media educada se basaba en un ideal de educación neohumanista. Esto sirvió tanto para distinguirla de la aristocracia privilegiada como de las clases sin educación.
Con el desarrollo industrial, una nueva burguesía económica se unió cada vez más a la burguesía urbana y educada. La forma alemana de burguesía surgió del grupo de empresarios. Las investigaciones estiman que a mediados del siglo XIX, este grupo incluía varios cientos de familias emprendedoras. En 1873, su número había aumentado a varios miles de familias, pero la burguesía económica era numéricamente el subgrupo burgués más pequeño. Además de los industriales, incluían banqueros, propietarios de capital y, cada vez más, administradores asalariados.
Los orígenes sociales de la burguesía económica variaron. Algunos de ellos, como August Borsig, eran escaladores sociales de círculos artesanales, mientras que un número considerable, como los Krupp, provenían de familias de comerciantes de clase media prósperas, respetadas y establecidas desde hacía mucho tiempo. Se estima que alrededor del 54% de los industriales procedían de familias emprendedoras, el 26% procedía de familias de agricultores, artesanos autónomos o pequeños comerciantes, y el 20% restante procedía de clases medias educadas, de familias de oficiales y grandes terratenientes. Prácticamente ningún industrial provenía de familias de clase trabajadora o de la clase baja rural. Ya durante la Revolución Industrial, el tipo de arribista social perdía peso. Mientras que en 1851 sólo el 1,4% de los empresarios tenían educación académica, en 1870 el 37% de todos los empresarios habían asistido a la universidad. A partir de la década de 1850, la burguesía económica comenzó a diferenciarse de los demás grupos burgueses por su estilo de vida, por ejemplo, construyendo villas prestigiosas o comprando tierras. En algunos casos, comenzaron a modelar sus estilos de vida según la aristocracia. Sin embargo, sólo los propietarios de grandes propiedades tenían los medios para hacerlo.

### Pauperismo

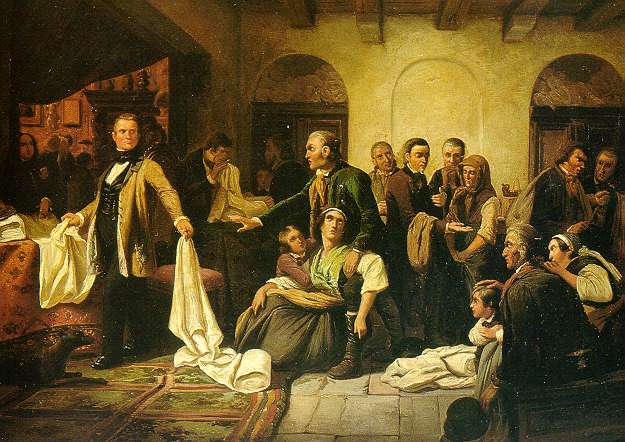
Los tejedores de Silesia (pintura de Karl Hübner, 1846)

El crecimiento de la nueva industria fue impresionante en algunas áreas; sin embargo, durante mucho tiempo este impulso no fue suficiente para mantener a la creciente población razonablemente empleada y alimentada. Además, el colapso de los antiguos oficios y la crisis del sector artesanal exacerbaron las dificultades sociales. Los sectores manufactureros, que a menudo contaban con exceso de personal, se vieron especialmente afectados. Sin embargo, a mediano plazo los artesanos lograron adaptarse a las condiciones capitalistas industriales. Por ejemplo, el sector de la construcción se benefició del crecimiento de las ciudades y otros oficios se centraron cada vez más en la reparación en lugar de la producción.
En la sociedad rural, el número de granjas había aumentado marcadamente desde el siglo XVIII en clases agrícolas de pequeña o subclase con poca o ninguna tierra cultivable. Los medios comerciales para ganarse la vida – ya sea en la artesanía rural o en las industrias artesanales – habían contribuido en gran medida a ello. Con la crisis de la artesanía y el declive de la industria artesanal, porciones significativas de estos grupos cayeron en la pobreza. Estos acontecimientos contribuyeron de manera no insignificante al pauperismo de los Vormärz. A mediano plazo, grandes sectores de los trabajadores fabriles procedían de estos grupos, pero durante un período de transición más largo, la industrialización significó el empobrecimiento de un gran número de personas. Inicialmente, los niveles de vida disminuyeron junto con las oportunidades de obtener ganancias, antes de que una gran proporción de, por ejemplo, los trabajadores de la industria artesanal quedaran desempleados. Los más conocidos en este contexto son los tejedores de Silesia.

### Emigración

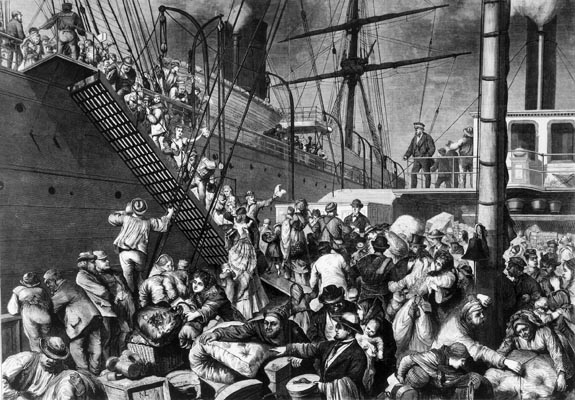
Emigrantes alemanes en el puerto de Hamburgo (hacia 1850)

Dado que la mayoría de las nuevas industrias inicialmente proporcionaron trabajo a las clases bajas locales, la migración interna todavía jugó un papel menor en las primeras décadas. Más bien, la emigración parecía ser una forma de superar las dificultades sociales. En las primeras décadas del siglo XIX, el alcance cuantitativo de este tipo de migración era aún limitado. Entre 1820 y 1830, el número de emigrantes osciló entre 3.000 y 5.000 personas al año. A partir de la década de 1830, las cifras comenzaron a aumentar significativamente. Aquí tuvo su impacto la fase principal de pauperismo y la crisis agraria de 1846/47. Por tanto, el movimiento alcanzó un primer pico en 1847 con 80.000 emigrantes.
La propia emigración adoptó formas organizadas, primero a través de asociaciones de emigrantes y cada vez más a través de agentes con orientación comercial, que no pocas veces trabajaban con métodos vergonzosos y defraudaban a su clientela. En algunos casos, especialmente en el suroeste de Alemania y particularmente en Baden, los gobiernos alentaron la emigración como medio para aliviar la crisis social.
A principios de la década de 1850, el número de emigrantes siguió aumentando, hasta alcanzar 239.000 personas por año en 1854. En el proceso se mezclaron motivos sociales, económicos e incluso políticos latentes. Un total de alrededor de 1,1 millones de personas emigraron entre 1850 y 1860, una cuarta parte de las cuales procedían sólo de regiones del suroeste de Alemania.

### Aparición de fuerza laboral y movimientos laborales
Aproximadamente desde mediados de la década de 1840 en adelante, la composición y el carácter de los estratos sociales más bajos comenzaron a cambiar. Un indicador de esto es que a partir de esta época el término proletariado jugó un papel cada vez más importante en el discurso social contemporáneo, desplazando el concepto de pauperismo en la década de 1860. Las definiciones contemporáneas muestran cuán diferenciado estaba este grupo en la transición de la sociedad tradicional a la industrial. Incluían trabajadores manuales y jornaleros, jornaleros, artesanos y asistentes y, finalmente, trabajadores asalariados industriales y de fábricas. Estas "clases trabajadoras" en el sentido más amplio constituían alrededor del 82% de todas las personas empleadas en Prusia en 1849, y junto con sus dependientes representaban el 67% de la población total.
Entre ellos, los trabajadores de las fábricas modernas todavía formaban al principio una pequeña minoría. En términos puramente cuantitativos, en 1849 había en Prusia 270.000 trabajadores fabriles (incluidos los empleados en las fábricas). Incluyendo a los 54.000 mineros, el número total de trabajadores era todavía bastante pequeño: 326.000. Este número aumentó a 541.000 en 1861. Los trabajadores industriales todavía eran un grupo de las clases trabajadoras estratégicamente importante, pero numéricamente bastante pequeño. Al final de la Revolución Industrial, a principios de la década de 1870, los estadísticos contaban 885.000 trabajadores industriales y 396.000 mineros en Prusia. Sobre una base de datos ligeramente diferente, la nueva Oficina Imperial de Estadística contabilizó que el 32% de la fuerza laboral pertenecía a los sectores minero, industrial, metalúrgico y de la construcción en 1871. El número de trabajadores manuales y sirvientes fuera de la industria y la agricultura todavía era alto: el 15,5%. En cuanto al empleo en la industria minera, la altamente desarrollada Sajonia estaba claramente a la cabeza con el 49% de la población activa.

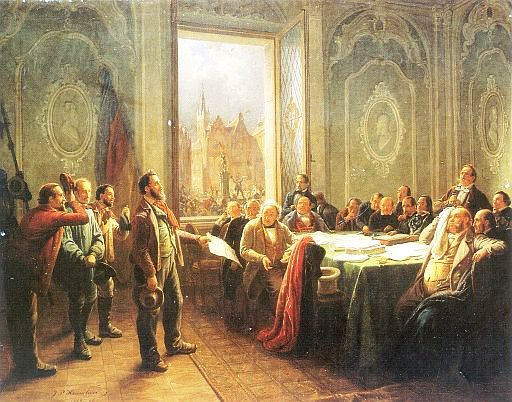
Trabajadores frente al magistrado durante la revolución de 1848 (pintura de Johann Peter Hasenclever)

No sólo los jornaleros rurales y los trabajadores industriales urbanos diferían en su potencial de ingresos, sino que también había claras diferenciaciones dentro de estos grupos. La organización del trabajo en las grandes fábricas, por ejemplo, dio lugar a una pronunciada jerarquía fabril formada por trabajadores cualificados, semicalificados y no cualificados. El núcleo de trabajadores calificados estaba formado principalmente por oficiales y maestros artesanos de los oficios calificados asolados por la crisis. Los grupos profesionales especializados, como los impresores o los tipógrafos, volvieron a quedar claramente diferenciados. Estos a menudo tenían un nivel considerable de educación, se organizaron desde una etapa temprana y se sentían a sí mismos como la vanguardia de la mano de obra calificada. No fue una coincidencia que Stephan Born, el fundador y muchos seguidores de la Hermandad General de Trabajadores Alemanes, viniera de este entorno. Los trabajadores no calificados y semicalificados procedían en su mayoría de las clases bajas urbanas o de las zonas rurales circundantes. En las décadas de la Revolución Industrial, es decir, desde la década de 1850, la creciente industria también comenzó a atraer a más inmigrantes internos.
El trabajo de las mujeres estuvo y siguió estando muy extendido en algunas industrias, como la textil, pero apenas se empleaba a mujeres en la minería o la industria pesada. Especialmente en las primeras décadas, el trabajo infantil también existía en la industria textil. Sin embargo, la magnitud fue mucho menor que en las primeras décadas de industrialización en Inglaterra. Además, siguió siendo un fenómeno temporal. Sin embargo, el trabajo infantil y femenino siguió siendo un fenómeno generalizado en la agricultura y las industrias artesanales.
La fusión de grupos inicialmente muy heterogéneos en una fuerza laboral con una imagen más o menos común de sí mismos tuvo lugar inicialmente en las ciudades y fue en gran medida resultado de la inmigración de las clases bajas rurales. Los miembros de las clases empobrecidas de Vormärz esperaban encontrar ingresos más permanentes y mejor pagados en las ciudades. Con el tiempo, el estrato inicialmente muy heterogéneo de las "clases trabajadoras" se unió; Se desarrolló un medio social permanente, fomentado por la estrecha convivencia en los estrechos barrios de los trabajadores.
Dentro de las "clases trabajadoras" se produjo un profundo cambio de mentalidad. Mientras que las clases bajas urbanas y rurales habían considerado en gran medida que sus dificultades eran inmutables, las nuevas oportunidades de ganar dinero en la industria llevaron a un fortalecimiento de la voluntad de cambiar. Los afectados vieron su situación como injusta y presionaron para que se cambiara. Ésta fue una de las bases sociales del emergente movimiento obrero. Los agravios sociales que se extendían a grupos crecientes de trabajadores dependientes se discutieron como la Cuestión Social, para la cual los reformadores sociales y los primeros socialistas desarrollaron diferentes soluciones.

El historiador Thomas Nipperdey comenta:
En general, se debe considerar que la industrialización en Alemania ha tenido efectos positivos. No sólo cambió la sociedad y el campo, y finalmente el mundo... creó el mundo moderno en el que vivimos. Resolvió los problemas del crecimiento demográfico, el subempleo y el pauperismo en una economía estancada, y abolió la dependencia de las condiciones naturales de la agricultura y, finalmente, el hambre. Creó enormes mejoras en la producción y mejoras tanto a corto como a largo plazo en los niveles de vida. Sin embargo, en términos de desigualdad social, se puede suponer que no cambió los niveles relativos de ingresos. Entre 1815 y 1873, la distribución estadística de la riqueza fue del orden del 77% al 23% para los empresarios y los trabajadores, respectivamente. Por otro lado, surgieron nuevos problemas, en forma de crecimiento interrumpido y nuevas crisis, como urbanización, "alienación", nuevas clases bajas, proletariado y miseria proletaria, nuevas injusticias y nuevos amos y, eventualmente, guerra de clases.